# مسابقة السلطان قابوس للقرآن الكريم
من منطلق اهتمام السلطان قابوس بن سعيد بالدين الإسلامي والكتاب العزيز، ووجوب قراءته وحفظه وبيان معانيه، أصدر جلالته مرسومًا سلطانيًا بتنظيم مسابقة سنوية للقرآن لتحقق رؤية يطمح لها الجميع. تعني المسابقة جميع المهتمين بحفظ كتاب الله العزيز والراغبين في ذلك. للمسابقة مجموعة من المستويات التي تناسب الجميع. كما أن لها مجموعة من المراكز المعتمدة من أجل التحكيم في جميع محافظات السلطنة.

## أهداف المسابقة
الجدير بالذكر أن هذه المسابقة جاءت لتحقق مجموعة من الأهداف التي رسمت ووضعت منذ اليوم الأول للعمل بها، ومن أهم هذه الأهداف:
- حث العمانيين على حفظ القرآن وتمثله، والسير وفق منهجه، وعلى هدي تعاليمه.
- تربية جيلٍ قرآني، حامل لكتاب الله، داعٍ إلى الخير، وعنصرٍ فاعلٍ في إصلاح المجتمع والأمة.
- إيجاد قارئين مجيدين للقرآن متقنين لأدائه، وفق ما اصطلح عليه العلماء والحفاظ .
- تعزيز حضور السلطنة في المسابقات القرآنية الدولية، والسعي بهم لرصد المستويات المتقدمة، التي تترجم النظرة السامية للسلطان من وراء التوجيه بمثل هذه المسابقة.

## إنطلاق المسابقة
انطلقت فعاليات المسابقة في دورتها الأولى في رمضان سنة (1413هـ الموافق1992م). بعد ذلك تم الاتفاق على ضرورة مراجعة جميع الأمور التي تخص المسابقة وذلك من حيث توزيع المراكز على محافظات السلطنة، أو من حيث الجوائز الكلية والجزئية والتشجيعية للمشاركين، أو من حيث آليات عمل المسابقة وإدارتها وتنظيمها. الجدير بالذكر أن ذلك التغيير تم في النسخة الثالثة والعشرين من المسابقة.

## مستويات المسابقة
ابتدأت المسابقة في دورتها الأولى بثلاثة مستويات فقط، وهي:
1. حفظ خمسة أجزاء مع تفسير جزء واحد.
2. حفظ خمسة أجزاء مع التجويد فقط.
3. حفظ ثلاثة أجزاء مع التجويد.

ثم تم بعد ذلك إضافة ثلاثة مستويات أخرى تدريجيا، إلى أن وصل عدد المستويات إلى ستة مستويات. وقد تنوعت المستويات ابتداء بحفظ القرآن الكريم كاملاً وانتهاء بحفظ جزء عم. في المسابقة رقم (15) خفضت المستويات إلى خمسة فقط، وذلك ضمن التجديد الذي أدخل على المسابقة في تلك الفترة، وفي المسابقة(23) تم إضافة مستوى سادس لمن هم في سن الثامنة فما دون، وذلك تشجعا لهم ليبدؤوا مشوار حفظهم للقرآن في سن مبكرة، كما رافق ذلك رفع جوائز الفائزين إلى الضعف، كما شملت الزيادة أيضا رفع مكافآت لجان التحكيم.
المستويات الحالية للمسابقة السابعة والعشرين وهي:
- المستـــــــوى الأول : حفظ القرآن الكريم كاملاً مع التجويد .
- المستــوى الثانـــي : حفظ أربعة وعشرين جزءاً متتالياً مع التجويد (24 جزءاً) .
- المستـــوى الثالــث : حفظ ثمانية عشــر جـــــزءاً متتالياً مع التجويد (18 جزءاً) .
- المستــــوى الـــرابع : حفظ اثني عشـــر جـــــزءاً متتالياً مع التجويـــد (12 جزءاً) .
- المستوى الخامـس : حفظ ستــة أجزاءٍ متتالية مع التجــــويــد (6 أجزاء) لمن هم في سن خمسة عشرة عاما فما دون .
- المستوى السادس : حفظ جزأين مع التجويد (2) لمن هم في سن ثمانية أعوام فما دون.

## شروط المسابقة
1. أولاً : أن يكون المتقدم عمانيا أو عماني الجنسية .
2. ثانياً : أن يلتزم بالمستوى الذي يختاره، وإن سبق للمتقدم الاشتراك في هذه المسابقة فعليه أن يختار مستوى أعلى مما سبق إذا كان قد حصل على جائزة تقديرية أو تشجيعية .

## مراكز المسابقة الحالية
تدرجت المسابقة كذلك من حيث عدد المراكز التي بدأت بها، فقد كانت في بداياتها الأولى تجرى في مركزين اثنين فقط أحدهما في مسقط والآخر في صلالة، ثم أضيف إليها ثلاثة مراكز، أحدها في صحار والآخر في نزوى والثالث في إبراء. فلما ذاع صيت هذه المسابقة وانتشر خبرها في مناطق شتى في السلطنة أخذت الولايات ترسل مطالبات بفتح مراكز جديدة فيها لهذه المسابقة، وما كان للمركز إلا أن يستجيب لهذه النداءات وأخذ يفتح المركز تلو الآخر إلى أن وصل عدد المراكز 24 مركزا في مختلف مناطق السلطنة وهي موزعة كالأتي :
1. جوامع السلطان قابوس في كلًّ من :- (نزوى/إبراء/صحار/الرستاق/صلالة/خصب/مدحا/البريمي/عبري/بهلا/قريات/صور/دبا)
2. جامع السلطان سعيد بن تيمور بالخـــوير .
3. جامع سمو السيد طارق بن تيمور بالخوض.
4. معهد العلوم الإسلامية بالسويق.
5. معهد العلوم الإسلامية بجعلان
6. مسجد الرحمة بولاية محوت
7. جـــامــع نيــابــــة سنــــاو.
8. جامع الشراة بولاية سمائل.
9. مسجد النور بولاية شناص
10. مركز الإرشاد النسوي بالخوير
11. جامع السلام بولاية بركاء .
12. مدرسة تحفيظ القرآن بثمريت .

## التحكيم الإلكتروني
سعت اللجنة المنظمة للمسابقة من أجل تطوير آليات التسجيل والتحكيم في المسابقة، حيث تم استحداث نظام يسهل من عملية التحكيم وذلك في الدورة الحادية والعشرين من المسابقة. بعد ذلك تم استحداث نظام آخر والعمل به في السنوات الثلاث الماضية وذلك ليسهل عملية التسجيل حيث وفر استمارات إلكترونية.

## التحضير للمسابقة
يتم التحضير لكل مسابقة سنويا فور إنهاء أعمال سابقتها، ويكون التحضير لها كالآتي :
•	تعيين عضو إداري في كل مركز من مراكز المسابقة، توكل إليهم مهام توزيع الاستمارات واستقبال الطلبات والرد على استفسارات المواطنين، والتواصل مع المتقدمين وإخبارهم بمواعيد حضورهم للتصفيات.
- في ذات الوقت يتم الإعلان عن المسابقة في وسائل الإعلام المختلفة كالصحف والتلفاز والإذاعة والانترنت ونحوها، ولمزيد من الحرص على شمولية الإعلان لجميع أطياف المجتمع يتم توزيع الإعلانات إلى الوزارات والهيئات والمؤسسات العلمية.
- بعدها يتم استقبال طلبات الاشتراك عبر رابط المسابقة في الموقع الإلكتروني للمركز حسب الفترة الزمنية المحددة للتسجيل، ومن ثم تبدأ المباشرة في عملية الفرز الأولي للمتقدمين للمسابقة عن طريق التصفيات الأولية، من خلال لجنة موحدة تمر على جميع المراكز، حيث يتم تحديد الأربعة الأوائل في تلك التصفيات من كل مستوى على مستوى جميع المراكز في السلطنة تمهيدا لدخولهم المنافسة للتصفيات النهائية وذلك من خلال لجنة مركزية تشكّل خصيصا لهذا الغرض، ويكون مقرها محافظة مسقط، وقد ابتدأ العمل على تشكيل لجنة مركزية للتصفيات النهائية بمحافظة مسقط في المسابقة الثالثة والعشرين، وقد كان لهذه التجربة نتائج إيجابية كبيرة، وأثبتت نجاحا باهرا على مستوى التنظيم والإخراج، حيث سلطت عليها الأضواء الإعلامية ووجدت إشادة كبيرة على المستوى الرسمي والشعبي، وذلك وفق آليات العمل الجديدة التي وضعها مكتب المسابقة، كما يتم الإعلان عن النتائج في نفس اليوم الذي تختتم فيه التصفيات النهائية، وذلك في مؤتمر صحفي يعقده الأمين العام للمركز، وبعد الإعلان عن نتائج الفائزين يتم مباشرة الإعداد والتحضير للحفل الختامي الذي يكرم في الفائزون في المسابقة.

## الجوائز النقدية للمسابقة
| المستوى                     | الفائز الأول | الفائز الثاني | الفائز الثالث | قيمة الجائزة التشجيعية لكل متسابق حتى الرقم 20 في تسلسل النتائج |
| --------------------------- | ------------ | ------------- | ------------- | --------------------------------------------------------------- |
| الأول (القرآن الكريم كاملاً) | 5000         | 4500          | 4000          | 500                                                             |
| الثاني (24 جزءًا)            | 4000         | 3500          | 3000          | 400                                                             |
| الثالث (18 جزءًا)            | 3000         | 2500          | 2000          | 300                                                             |
| الرابع (12 جزءًا)            | 2000         | 1500          | 1000          | 200                                                             |
| الخامس (6 أجزاء)            | 1500         | 1000          | 500           | 150                                                             |
| السادس (جزآن)               | 1000         | 800           | 500           | 100                                                             |